# Jlloyd Samuel
Jlloyd Samuel (San Fernando, Trinidad y Tobago; 29 de marzo de 1981-High Legh, Reino Unido; 15 de mayo de 2018) fue un futbolista inglés. Jugaba de lateral izquierdo. Falleció en un accidente de tráfico, tras dejar a sus hijos en el colegio.

## Selección nacional
Había sido internacional con la Selección de fútbol de Trinidad y Tobago, y jugó dos partidos internacionales.

## Clubes
| Club                   | País       | Año       |
| ---------------------- | ---------- | --------- |
| Aston Villa            | Inglaterra | 1998-2007 |
| Gillingham FC (cedido) | Inglaterra | 2001      |
| Bolton Wanderers       | Inglaterra | 2007-2011 |
| Cardiff City (cedido)  | Gales      | 2011      |
| Esteghlal              | Irán       | 2011-2014 |
| Paykan                 | Irán       | 2014-2015 |
| Egerton                | Inglaterra | 2017-2018 |